# Новокульчубаево
Новокульчубаево (мар. Курмызак; баш. Яңы Ҡолсобай) — село в Бирском районе Республики Башкортостан Российской Федерации. Входит в состав Бахтыбаевского сельсовета.

## География

### Географическое положение
Расстояние до:
- районного центра (Бирск): 30 км,
- центра сельсовета (Бахтыбаево): 5 км,
- ближайшей ж/д станции (Уфа): 105 км.

## Население
| 2002 | 2009 | 2010 |
| ---- | ---- | ---- |
| 571  | ↗635 | ↘607 |

Согласно переписи 2002 года, преобладающая национальность — марийцы (98 %).